# Thomas Cochrane, 10th Earl of Dundonald
Admiral Thomas Cochrane, 10th Earl of Dundonald, 1st Marquess of Maranhão, GCB ODM, škotski admiral in politik, * 14. december 1775, † 31. oktober 1860.
Med Napoleonovimi vojnami se je izkazal v bojih, tako da so ga Francozi poimenovali Volk morij  (Le Loup des Mers). Zaradi sodelovanja v veliki borzni prevari leta 1814 je bil vržen ven iz Kraljeve vojne mornarice, tako da je nato služil v osamosvojitvenih gibanjih Čila, Braziije in Grčije. Leta 1832 je bil sprejet nazaj v britansko službo s činom modrega kontraadmirala (Rear Admiral of the Blue). Umrl je leta 1860 s činom Admiral of the Red in častnim nazivom kontraadmirala Združenega kraljestva.

## Družina
Leta 1812 se je civilno poročil s Katherine Frances Corbet Barnes, s katero je imel šest otrok:
- Thomas Barnes Cochrane, 11th Earl of Dundonald (1814)[5],
- William Horatio Bernardo Cochrane (1818) [6],
- Elizabeth Katharine Cochrane,
- Katharine Elizabeth Cochran[7],
- Admiral Sir Arthur Auckland Leopold Pedro Cochrane(1824)[8],
- kapitan Ernest Gray Lambton Cochrane (1834)[9].